# Switzerland (1854)
Switzerland – amerykański okręt rzeczny, taranowiec z okresu wojny secesyjnej, przebudowany ze statku cywilnego, używany przez wojska Unii podczas kampanii na Missisipi.

## Budowa
Statek „Switzerland” był zbudowany w 1854 w Cincinnati w stanie Ohio. Był bocznokołowym drewnianym pchaczem rzecznym o napędzie parowym, konstrukcji typowej dla amerykańskich statków rzecznych połowy XIX wieku. Służył początkowo jako statek cywilny  na Missisipi i jej dopływach.
Po wybuchu wojny domowej w USA, został zakupiony przez Departament Wojny USA (Unii) i w marcu-maju 1862 przebudowany na taranowiec według projektu pułkownika Charlesa Elleta, pomysłodawcy i pierwszego dowódcy flotylli taranowców. Przebudowa polegała początkowo przede wszystkim na wzmocnieniu za pomocą grubych drewnianych belek i konstrukcji kadłuba, szczególnie dziobu, pełniącego teraz rolę taranu. Kotły parowe i maszyny parowe zostały osłonięte grubą warstwą drewna (60 cm – 2 stopy) w celu ochrony przed ostrzałem, a także wzmocniono ich mocowania dla ochrony przed wstrząsami przy taranowaniu. Koniecznej adaptacji uległy też nadbudówki, osłonięte z zewnątrz deskami dla pewnego zabezpieczenia przed pociskami broni strzeleckiej, tworząc lekko chronioną kazamatę o pionowych ścianach. Na dachu nadbudówki znajdowała się również lekko chroniona sterówka. Osłona później była wzmacniana i ulepszana.
Początkowo „Switzerland” jako taranowiec nie przenosił stałego uzbrojenia. Pod koniec 1862 został przerobiony na kanonierkę, brak jest informacji o jego uzbrojeniu, lecz szkice z epoki sugerują, że posiadał ok. 8 dział, zapewne dział haubicznych 12-funtowych i gwintowanych 24-funtowych.

## Służba
Podobnie jak inne taranowce flotylli Elleta, „Switzerland” formalnie nie wchodził w skład Marynarki Wojennej USA, lecz Zachodniej Flotylli Kanonierek (Western Gunboat Flotilla) należącej do Armii USA. Okręt brał udział w kampanii na Missisipi. Mimo przejścia Zachodniej Flotylli Kanonierek pod kontrolę Marynarki Wojennej w październiku 1862, flotylla taranowców w dalszym ciągu pozostawała pod administracją Armii.
Pierwszą akcją taranowców Unii była bitwa na Missisipi pod Memphis 6 czerwca 1862, „Switzerland” jednak nie odegrał w starciu większej roli. Razem z innymi okrętami posuwał się następnie Missisipi na południe, w głąb konfederackiego terytorium, pod Vicksburg i patrolował tam oraz na rzece Yazoo.
O świcie 25 marca 1863 razem z taranowcem „Lancaster” został wysłany na dolny odcinek Missisipi, w celu zwalczania żeglugi konfederackiej między Vicksburgiem a Red River. Dowódcą okrętu był pułkownik Charles Rivers Ellet (syn twórcy flotylli taranowców). Podczas próby przedarcia się koło Vicksburga, „Lancaster” został zatopiony przez ostrzał, a „Switzerland” odniósł uszkodzenia, mimo to, przedarł się później 31 marca koło umocnień Grand Gulf. W maju i czerwcu 1863 działał na rzekach Red River i Atchafalaya. Pod koniec wojny wchodził w skład Brygady Marines Missisipi.
Został sprzedany w październiku 1865, po czym służył jako cywilny statek "Switzerland" do około 1870.